# 5K busz (Mosonmagyaróvár)
A mosonmagyaróvári 5K jelzésű autóbusz az Autóbusz-végállomás és az Új köztemető megállóhelyek között közlekedik. A vonalat a Volánbusz üzemelteti.

## Közlekedése
Munkanapokon és hétvégén is közlekedik. Vasárnap egy járat az Autóbusz-végállomás felé nem áll meg az Evangélikus templom megállóhelyen de betér a Vasútállomáshoz. A vonalon csak regionális autóbuszjáratok közlekednek.

## Útvonala
| Új köztemető felé                                                                                                 | Autóbusz-végállomás felé                                                                                          |
| --- | --- |
| Autóbusz-végállomás – TESCO Áruház parkoló – Királyhidai út – Fő út – Pozsonyi út – Feketeerdei út – Új köztemető | Új köztemető – Feketeerdei út – Pozsonyi út – Fő út – Királyhidai út – TESCO Áruház parkoló – Autóbusz-végállomás |

## Megállóhelyei
| 0 | Autóbusz-végállomás    | 9 | 1, 1K, 2, 3, 3K, 5A, 5H, 5R, 6, 7, 7I, 7M     | Autóbusz-állomás, TESCO Hipermarket, Park Center, ÉNYKK Zrt. |
| 2 | Evangélikus templom    | 5 | 1, 1B, 1K, 3, 3K, 4, 4A, 4H, 5, 5A, 5H, 5R, 6 | Karolina Kórház és Rendelőintézet, Evangélikus templom, Régi Vámház tér, Városkapu tér, ÁNTSZ, Bolyai János Informatikai és Közgazdasági Szakgimnázium, Mosonmagyaróvári Járásbíróság, Posta |
| 3 | Városháza              | 4 | 1, 1B, 2, 3, 4, 4A, 4H, 5, 5A, 5H, 5R, 6      | Városháza, Deák Ferenc tér, Posta, Óvári Szűz Mária Királynő és Szent Gotthárd templom, Óváros                                                                                               |
| 4 | Pozsonyi út, Béke utca | 3 | 1B, 4, 5, 5A, 5R                              | |
| 5 | Feketeerdei elágazás   | 2 | 1B, 4, 5, 5A, 5R                              | |
| ∫ | Feketeerdei út         | 1 | 4                                             | |
| 7 | Új köztemető           | 0 |                                               | Új köztemető |